# Малёваный (Краснодарский край)
Малёваный — хутор в Кореновском районе Краснодарского края. Входит в состав Кореновского городского поселения.

## География
Находится на реке Малёвана, к западу от автодороги М4, в 7 км к северу от Кореновска.

## История
По сведениям 1882 года на хуторе Малёваный проживало 849 человек (424 мужского пола и 425 — женского), насчитывалось 108 дворовых хозяйств. Народность жителей — малороссы.
В годы Гражданской войны через хутор пролегал маршрут похода Добровольческой армии — Второй Кубанский поход.
Во время Великой Отечественной войны хутор был оккупирован немцами. Освобождён советскими войсками в феврале 1943 года.

## Население
| 2002 | 2010 |
| ---- | ---- |
| 143  | ↘130 |